# Филон Александрийский
Фило́н Александри́йский (др.-греч. Φίλων ὁ Ἀλεξανδρεύς, лат. Philo Alexandrinus) или Филон Иудей; Фило́н Иуде́йский (ок. 25 до н. э., Александрия — ок. 50 н. э.) — представитель еврейского эллинизма, центром которого была Александрия, богослов, апологет иудаизма и религиозный мыслитель, оказавший большое влияние на последующее богословие своим экзегетическим методом и учением о Логосе. Свою систему интерпретации Танаха /  Библии Филон построил на израильской (иудаистской) герменевтике и александрийском (греческом) аллегоризме, осуществив гармоничный их синтез.
«Софисты буквоедства», как он называл еврейских учёных, слушали его надменно, когда он объяснял им свою экзегетику. Греческая наука, против которой вели ожесточённую борьбу фарисеи, была в то время забыта. Однако с большим вниманием к его учению отнеслись христианские богословы первых веков, которые пользовались его системой для обоснования христианства.

## Биография
Немногочисленные сведения, касающиеся его жизни, сохранились в его произведениях и у Иосифа Флавия в «Иудейских древностях».
О том, что он знал еврейский язык, свидетельствуют его многочисленные грамматические объяснения еврейских слов. Происходил из образованной семьи.
Старший брат Александра Алабарха (ок. 10/15 г. до н. э. — 69 год). Был воспитан на греческой философии, но не был чужд и своей национальной литературы. Танах (Библию) читал по-гречески и не сомневался в полном соответствии перевода еврейскому оригиналу. Много цитировал эпических и драматических поэтов и делал на них ссылки. Был основательно знаком с греческими философами, которые, по его собственному признанию, были его учителями.
Единственным событием из его жизни, которое установлено хронологически, является его участие в посольстве, отправленном александрийскими евреями к императору Калигуле в Рим с просьбой («Legatio ad Gaium»; О посольстве к Гаю) о защите против преследований со стороны александрийских греков — зимой 39—40 годов I века.

## Учение Филона
Филон связывал догмы иудейской религии с греческой философией (Платон, стоицизм, Пифагор), специально разрабатывал учение о логосе, который он изображал то в виде высшей идеи, то в виде верховного архангела (наместника Божьего). Истинность платоновской и стоической философии заключается, согласно Филону, уже в Торе. Иудейские законы — законы природы, имеющие значение для всех людей. Человека он считал интеллектуальным существом, которое связано с телом, разрывающимся между алчностью и отвращением. Задачей человека является следование логосу и уподобление Богу посредством экстаза.
Как философ, Филон был сторонником эклектического среднего платонизма, сильно окрашенного стоицизмом и процветавшего в его родном городе. Подобно другим современным ему эклектикам, он видит в таком учении общую суть всей греческой философии и, вместе с тем, подобно другим иудеям‑эллинистам, признаёт источником греческой мудрости священное откровение Ветхого Завета, из которого, по его мнению, черпали древние философы.
Книги Моисея, боговдохновенные, по Филону, в каждой букве не только подлинника, но и того греческого перевода, которым пользуется Филон, заключают в иносказательной форме учение Платона, Пифагора, Зенона и Клеанфа. Поэтому наиболее значительные сочинения Филона представляют комментарий на св. книги (главным образом на книгу Бытия), дающий истолкование их в смысле популярной греческой философии того времени. Сверхчувственная истина, приспособляясь к человеческой немощи, облекается в иносказательную форму; всё Писание есть аллегория, и задача толкователя — в том, чтобы раскрыть «духовный» смысл, скрытый в этой аллегории. Таким образом Филон является посредником между философией и откровением — и в этом его значение. Его вера в универсальную разумность слова Божия, выразившаяся и в его экзегетике, и в его учении о Логосе, сделала его учителем и предшественником последующих апологетов и богословов, особенно александрийской школы.
В космологии Филон Александрийский развивает популярную теодице́ю стоиков, в психологии следует платонизирующим стоикам. Он толкует библейское сказание о грехопадении в платоническом смысле: души существуют до своего воплощения, которое рассматривается как падение и пленение. Тело есть могила, темница души, чувственность — корень греха; откуда аскетическая тенденция этики Филона, где он сближается не только со стоиками, но и с современными ему киниками в стремлении к умерщвлению чувственности и упрощению жизни. Мораль Филона выходит, однако, за пределы всей греческой философии, получая новую, религиозную окраску. Она проникнута сознанием греховности человека, неспособного побороть чувственность и спастись собственными силами; единственным источником добра является Бог. Добродетели — это Его «насаждения», дары Его благодати; ему одному принадлежит хвала за них. Путь к добру есть послушание Богу, подражание Богу, отречение от всего конечного, самоотречение; высшая цель есть мистическое, непосредственное соединение с Богом в блаженстве экстаза.

### Экзегетический метод
Филон считает Библию (а именно Ветхий Завет, см. также Септуагинту и Тана́х) источником и мерилом не только религиозной, но и всякой другой истины. Всякое библейское мнение носит на себе печать божественной истины; оно свято, высказано ли оно непосредственно Богом или же устами пророков, особенно Моисея, которого Филон считает действительным выразителем божественного откровения, тогда как остальные библейские вожди и руководители являются лишь учениками или друзьями Моисея. Хотя Филон различает между словами, сказанными самим Богом, как, например, Декалог, и законами Моисея, он, однако, не проводит этого различия очень далеко, признавая вообще, что всё, сказанное в Библии, исходит от Бога, даже буквы и знаки.
Размеры ветхозаветного канона, которым пользовался Филон, не могут быть установлены точно. Философ не цитирует Иезекииля, Даниила, Песнь Песней, Книгу Руфи, Плач Иеремии, Екклезиаста и Эсфири. Для Филона Библия — источник не только религиозного откровения, но также и философской истины, раз, по его мнению, и греческие философы заимствовали из Библии, как, например, Гераклит и Зенон.
Аллегорический метод существовал до Филона. Ещё греческие стоики-аллегористы искали в Гомере основу своих теорий. Еврейские аллегористы, и особенно Филон, обратили своё внимание на Библию. Следуя методам стоической аллегории, палестинские и александрийские евреи объясняли Библию философски. Филон основывает свою герменевтику на допущении двоякого смысла содержания Библии: дословного и аллегорического. Обе интерпретации, однако, не равноценны: дословный смысл удовлетворяет потребностям масс, единственно же реальным является аллегорический, понятный лишь избранным. Поэтому Филон ищет среди своих читателей «μύσται» (посвящённых), и рассчитывает, что они его поймут.
Нужен особый метод для определения действительного смысла слов Библии; правильность аллегории зависит от правильного применения метода, который поэтому назван «мудрым архитектором». К некоторым отрывкам из Библии дословная интерпретация неприменима: есть места, где дословное толкование унижает достоинство Бога или приводит к бессмысленным, противоречивым и недопустимым выводам; а также места, которые заключают в себе явные аллегории, своей формой прямо указывающие на непреложность к ним дословного толкования. По особым признакам можно определить те места, которые требуют аллегорического толкования; по этим же признакам можно определить и действительное значение аллегорической фразы. Таковыми признаками являются:
- 1) удвоение фразы;
- 2) выражение, кажущееся лишним в тексте;
- 3) повторение прежнего утверждения;
- 4) изменение в форме выражения — всё это признаки, свидетельствующие, что читатель должен обратить особенное внимание на текст;
- 5) совершенно иной смысл может получить данный текст при иной комбинации слов и предложений, из которых он составлен;
- 6) тщательно должны быть исследованы синонимы: например, почему в одном месте употреблено слово «λαός», а в другом «γένος»;
- 7) в игре слов нужно искать более глубокий смысл: напр. «πρόβατον» означает стадо, но также и интеллектуальное развитие, движение вперёд, ибо греческое слово «προβαίνειν», от которого произошло предыдущее слово, означает «шествовать вперёд»;
- 8) аллегорический смысл иногда дают частицы, наречия, предлоги,
- 9) аллегорический смысл иногда даёт часть слова, напр. «δια» в слове «διάλευκος»;
- 10) каждое слово должно быть объяснено во всех своих значениях для того, чтобы можно было искать различные интерпретации;
- 11) опытный интерпретатор может сделать незначительные изменения в слове, следуя раввинскому правилу: «читай не так, но так» (Бер., 10а); на этом основании Филон меняет в греческих словах ударения и придыхания;
- 12) всякая особенность во фразе вызывает предположение о существовании в ней особого смысла, напр. предложение, где «μία» («одна») употреблено вместо «πρώτη» («первая»; Быт. 1:5).

Особенно важны грамматические особенности в употреблении слов:
- 13) единственное или множественное число имени существительного, если во множественном числе оно имеет иной смысл чем в единственном; определение времён глаголов;
- 14) род существительного;
- 15) присутствие или отсутствие артикля;
- 16) искусственные толкования отдельных выражений;
- 17) расположение стихов в пассаже;
- 18) особенная комбинация стихов;
- 19) необъяснимые пропуски;
- 20) неожиданные утверждения;
- 21) числовой символизм.
- 22) символизм объектов.

Учение Филона нельзя назвать еврейским; оно имеет свои корни в греческой философии. Желая остаться на почве иудаизма, Филон применил в своём учении стоический метод аллегорической интерпретации по отношению к Библии. Никто до Филона, за исключением некоторых ныне забытых его предшественников, не пользовался этим методом в применении к Библии. В самой Александрии метод Филона не пользовался успехом и исчез после кратковременного расцвета иудейского эллинизма.

### О Боге
Философское учение Филона сводится к богословию. Божество познаётся путём отрицания всяких частных, конечных определений, и аргументы скептиков, направленные против таких определений, вполне основательны. Божество выше всякого понимания; только тот, кто отрешается от всего конечного, от мира, от себя самого, от своих чувств и своего разума, находит Божество в момент экстаза.
Если Библия говорит о величии Бога, господствующего над миром (Ис. 55:9), о невозможности для человека увидеть Бога (Исх. 33:20) и, что Бог неустанно проявляет себя в мире, полон рвения, способен к раскаянию и заботится о Своём народе, то у Филона Бог отличается:
- Он не подобен миру, или небу, или человеку;
- существует вне времени и пространства и не имеет человеческих атрибутов и эмоций;
- не имеет никаких эмпирических качеств,
- невыразим;
- недоступен человеческому разумению;
- неизменен,
- всегда существует,
- ничему не причастен,
- довольствуется Собой,
- не может никогда исчезнуть;
- Его сущность не может быть определена;
- мы можем сказать, что Он существует, но не знаем, каков Он;
- не имеет никаких черт, схожих с другими существами.

Становится понятно, что это не библейский Бог, а идея Платона, платонов «θεός» — противоположность материи; поэтому описания Бога в Библии для Филона являются аллегориями. Антропоморфическое изображение Бога с глазами и ушами, языком и дыханием, руками и ногами в прямом понимании кажется Филону чудовищным. И если Священное Писание иногда изображает Бога как человека, это ради педагогических целей. Богу не присущи человеческие чувства, Он стоит выше всяких страстей и остаётся совершенно спокойным, в то время как Моисей выходит из себя. Бог свободен от страданий, огорчений и других подобных ощущений. Библия же изображает Его одарённым человеческими побуждениями; отсюда и выражения о Его раскаяниях.
Если «Септуагинта» переводит имя «יהוה» через «Κύριος», то Филон полагает, что оба имени, Θεός и Κύριος, означают два разных высших свойства Бога.
Филон помещает Бога вне мира и считает Его единственной активной силой мира. Бог — единственный гражданин мира, все остальные существа лишь временные его обитатели. Если Он, как существо трансцендентное, не мог вовсе проявить себя в мире, Он теперь является создателем всего и единственной причиной всего сущего. Он создаёт не только раз, но вечно. Бог идентичен с деятельным творческим началом стоиков. Его побуждает к деятельности преимущественно Его благость, которая и была причиной сотворения мира. Как создатель, Он называется «θεός» (от «τίθημι»). Все добрые свойства исходят от Бога, и ему чуждо зло. Бог вынужден был призвать другие силы для создания человека, ибо Он не имеет ничего общего с материей, образующей физическую природу человека; ко злу Он не имеет никакого отношения, Он даже не может наказать зло. Наиболее характерным Его созданием является душа человека; она — рефлекс Бога, частица божественного разума, подобно тому как в системе стоиков человеческая душа является эманацией мировой души. Жизнь души питается и поддерживается Богом, которого Филон называет, пользуясь библейскими выражениями, светом и источником.
He имея никаких качественных определений, Божество не есть, однако, бессодержательная отвлечённость. Вместе с Писанием Филон приписывает Ему атрибуты благости, могущества, ве́дения и прочего в бесконечной степени; только он понимает их не как качества, общие Божеству с другими существами, а как свойственные Ему силы. Поскольку Оно есть существо всереальное, конечные существа могут приобщаться к отдельным Его силам и определяться ими, как качествами; само же оно, как полнота бытия, ничему не причастно, имеет в Себе всё и всему даёт от своей полноты: в этом состоит Его всемогущество.
Таким образом, впервые в философии формулируется идея абсолютного монотеизма. Однако, отвлечённость греческой теологии, колебавшейся между пантеизмом стоиков и дуализмом платоников, отразилась и на учении Филона, который посредствует между ними. Его Бог трансцендентен, безусловно отличен от мира по своему существу; но вместе с тем Он раскрывается в нём, имманентен, присущ ему в своих силах и своём слове. Поскольку Божество трансцендентно миру, последний является чуждым и противоположным Ему; он сотворён из предвечной материи, бесформенной, безвидной, косной, которая представляется как хаотическая масса вещества и противополагается Божеству, как пассивное начало — деятельному.

#### О божественных силах
Филон отделил Божественную сущность от активности, проявляющейся в мире, и отнёс последнюю к божественным силам (δυνάμεις), которые являются у него имманентными атрибутами Бога, внешними по отношению к Нему. Между миром и трансцендентным Божеством посредствуют силы Божества, образующие и проникающие мир: Его благость, могущество, справедливость, мудрость или слово. В учении об этих силах сказываются и философские, и религиозные традиции, монизм и дуализм, платонизм и стоицизм; отсюда понятия, что:
- во-первых, упомянутые силы, как чистые энергии Божества, не имеют по отношению к Нему никакой самостоятельности, особности, личности;
- во-вторых, они относятся к миру, как силы, действующие в нём, образующие его материю — подобно формам Аристотеля или «сперматическим логосам» стоиков;
- в третьих, они отличаются и от Бога, и от мира, являясь как бы тварно‑личными посредниками между Богом и миром — духами, которых сам Филон сравнивал с ангелами иудеев или демонами платоников.[2]

То есть, вместе с Платоном Филон считает божественные силы «архетипичными идеями», а вместе со стоиками — действующим началом: они не только идейно выражают типы вещей, но и производят их и поддерживают. Они наполняют мир, и в них содержатся все существа и все индивидуальные вещи. Филон видит в божественных силах библейских ангелов и языческих демонов.
Подобно утверждению еврейской Аггады, что основная сила Божия состоит из двух элементов — «милости» (מדת הרחמים) и «правосудия» (מדת הדין), Филон различает два божественных атрибута — благость (ἀγαθότης / δύναμις χαριστική) и архэ (ἀρχή /δύναμις συγκολαστική). Филон объясняет, что эти элементы выражены в различных именах Бога. Авторы ЕЭБЕ подтверждают, что в иудаизме Яхве (Ягве, Иего́ва) действительно служит обозначением Бога, как Существа благостного и милосердного, а Элохим заключает мысль о божественной справедливости. Однако Филон толкует «Элохим» («θεός» в Септуагинте) как космическую силу, и так как сотворение мира является, по Филону, наиболее важным доказательством божественной благости, он видит идею благости в слове «θεός». Филон объясняет благость и власть, две параллельные силы, их символику в Библии, их происхождение от Бога и последующее развитие, их отношение к Богу и миру, их роль в сотворении мира, их задачи по отношению к человеку.
Филон считает силы независимыми ипостасями (личностями) и имманентными атрибутами божественной Сущности. Такое двойное понимание подверглось критике и непониманию исследователей идей Филона; историк философии Целлер указал, что неопределённость является неизбежным результатом всей системы Филона. Сам Филон не видит противоречия между посреднической ролью божественных сил и их двойственным характером, благодаря чему они, с одной стороны, идентичны Богу и дают возможность конечному соприкасаться с божеством; с другой стороны, они отличны от Бога, остающегося вне всякого соприкосновения с миром.
Бог Филона, находившегося под влиянием платонизма, не только отличается по Своей природе от человека и мира — так учили и фарисеи того времени, — Он совершенно лишён всяких собственных атрибутов. Филон — противник не только буквального толкования антропоморфических и антропопатических мест в Библии, но и учения о Боге как об активном деятеле, ибо активность не может быть приписана существу, лишённому атрибутов. Это воззрение послужило для Филона побудительной причиной создания учения о «Логосе», учения, ставшего впоследствии одним из краеугольных камней христианства, и в котором Филон восстанавливает разрушенную до него философией связь между лишённым атрибутов Богом и вещественным миром.

### О Логосе
Филон считает божественные силы в их совокупности одним независимым существом, которое он называет Логосом. Это название Филон позаимствовал из греческой философии, где оно впервые употреблено Гераклитом, а затем принято стоиками. У Гераклита Филон взял понятие о «делящем логосе» (λόγος τομεύς), вызывающем разные объекты к бытию согласованием их розни и борьбы, а у стоиков — понимание Логоса как активного, животворящего начала. Влияние Платона видно в определении Логоса, как «идеи идей» и «архетипической идеи».
Согласно Филону, все антропоморфизмы Писания, все конкретные образы Бога относятся к силам Божества, а не к его существу. Верховной из этих сил является Слово (Логос), которое всех их совмещает в себе. Так же, как и они, это Слово может рассматриваться с троякой точки зрения:
- как бессамостная энергия Божества;
- как душа и связь мира (стоический логос);
- как тварно‑личный посредник между Богом и миром.

Слово (Логос) определяется как разум Божий, идея всех идей, образ Божества, первородный сын Божий, второй бог («JeoV», др.-греч. θεός, — в отличие от «о JeoV» / ὁ θεός); оно есть, далее, первообраз вселенной, миросозидательная сила, душа, облекающаяся телом мира; наконец, оно — верховный архангел, посредник, наместник Бога, царственный первосвященник. Что касается премудрости, Филон считает её высшим принципом, от которого происходит Логос и который координирует с ним же.
В Библии «слово» Божие рассматривается как независимо действующая и самостоятельно существующая сила; позднее, в иудаизме эти идеи были развиты в учении о божественном Слове, создавшем мир, о божественном троне-колеснице с херувимом, о божественном сиянии и шехине, в учении об именах Бога и ангелов. Филон называет Логос «архангелом со многими именами», «таксиархом» (главой рати Божией), «именем Бога», «небесным Адамом», «словом вечного Бога», «первосвященником», искупителем грехов, посредником и ходатаем перед Богом за людей. Филон переводит Быт. 1:27 так: «сделал человека по образу Бога», и заключает отсюда, что существовал образ Бога, который является основным типом всего сущего (архетипичная идея Платона), печатью, лежащей на всем сущем. Логос — это тень, отброшенная от Бога; он имеет очертания, но не ослепляющий свет самого Бога.
У Филона отношение Логоса к двум основным божьим силам (творческой Благости и всеподдерживающей Власти) двоякое: то он выше них, то он их производное; равным образом он то является главой бесчисленных сил, происходящих от первичных, то их агрегатом или производным от них. По отношению к миру, Логос является универсальной субстанцией, от которой зависит всё сущее, и с этой точки зрения его символом является манна, как «γενικώτατον τι» (самое благородное). Но Логос является также не только архетипом вещей, но и силой, их создавшей; он разделяет индивидуальные существа природы по их характерным признакам; а с другой стороны, отдельные создания в нём объединяются своими духовными и физическими свойствами. И весь мир составляет неразрушимое облачение Логоса. По отношению к человеку он — тип; человек — его копия. Сходство между ними обнаруживается в разуме человека (Нус=νοῦς). В своём Нусе земной человек имеет прообразом Логос (который и называется «небесным человеком»); здесь он также разъединяет и связывает (делящийся логос). Как истолкователь, Логос возвещает человеку божественные пути и цели, действуя в этом отношении, как пророк и священник. В качестве последнего, он смягчает наказания, делая силу милосердия более могущественной, чем силу карающую. Логос имеет особое мистическое влияние на человеческую душу, освещая её и питая особой духовной пищей, подобной манне, ничтожнейшая частица которой обладает той же живительной силой, как и вся она в целом.
Логос Филона витает посередине между бытием личным и безличным, то проявляясь вне Бога, то как Сам Бог в одном своём атрибуте, именно отношении к миру. Для Филона Логос, как и все божественные силы, необходим, ибо Бог Сам не приходит в соприкосновение с конечным миром, и Логос стоит между ними посредником в их взаимоотношениях; для этого он должен быть, с одной стороны, отличен от обоих; с другой стороны — он должен быть идентичен с каждым из них, быть и атрибутом и действующей в мире силой.

### Ангелология
Филон тем более склонен допускать существование ангелов, что это прямо вытекало из всей его аллегорической системы. Он был в данном случае лишь последователем стоиков, заявлявших: «Существа, которые у других философов называются демонами, Моисей обычно именует ангелами» — то были «души, витавшие в воздухе»; «одни из них воплотились в тела, другие не сочли удобным иметь какое бы то ни было общение с землёй; последними, священными вследствие постоянного общения с небесным Отцем, Бог пользуется как слугами и помощниками при заботах Своих о смертных». «Они (ангелы) передают приказания Отца детям и сообщают о нуждах детей Отцу небесному». Имея в виду эти функции ангелов, Св. Писание изображает их «сходящими (на землю) и восходящими (на небо)»… «Не Бог, но мы, смертные, нуждаемся в посредниках и передатчиках». «Души, демоны и ангелы — существа различные по имени, но на деле идентичные. Подобно тому, как люди говорят о Боге, о злых демонах, о добрых и злых душах, так они упоминают и об ангелах, называя их посланцами от людей к Богу и обратно; одни ангелы святы вследствие своей непорочности и почётной службы; другие, напротив, совсем не святы и недостойны, как видно из Пс. 77:49».
Филон, впрочем, называет ангелов также λόγοι (logoi, «словами») или «интеллигенциями». Они называются равным образом «собственными силами Бога, с которыми Отец вселенной посоветовался, когда сказал: „Сотворим человека!“. Им Он предоставил сотворить смертную часть нашей души, причем они должны были подражать Ему, когда Он творил её духовный элемент в нас». Ангелы являются священнослужителями в небесном храме. В том же духе, в каком раввины называют архангела Михаила (Метатрона) военачальником небесного воинства, говорит также и Филон: «Отец, творец вселенной, предоставил архангелу и наиболее древнему Логосу („слову“) преимущество — стоять на рубеже, отделяющем творение от Творца, и служить посредником между бессмертным Божеством и смертным человеком, причем архангел выступает в роли посла от властелина к подданному. Радуясь этому своему положению, ангел говорит (Втор. 5:5): „Я стоял между Господом и вами“, будучи ни вечносущим, ни созданным, но занимая положение, среднее между этими двумя состояниями, и будучи верным залогом для Творца и Его творения, надеждою, что милосердый Господь не отнесётся с презрением к Своему творению». См. также «De somniis» (1, 25); «De fugitivis» (р. 19), где ангел назван «возницей сил», и De confusione linguarum («О смешении языков», р. 28), где, подобно Метатрону с его 72 именами, он назван «великим архангелом со многими именами»

### Космология
Воззрения Филона на материю, из которой создан мир, не имеют ничего общего с Библией и иудаизмом, их корни — в греческой философии.
Бог не создал мировой материи, но нашёл её готовой; Бог не мог создать её, ибо по природе своей она противится всякому соприкосновению с божеством. Иногда, следуя стоикам, Филон называет Бога «творческим началом», а материю — «произведённым началом». Возможно, он нашёл эту концепцию в Библии (Быт. 1:2) в образе духа Божия, носящегося над водами. Иногда Филон говорит о материи, подобно Платону и стоикам, как о чём-то, не имеющем ни формы, ни атрибутов, но этот взгляд противоречит допущению существования четырёх элементов. Филон считает материю злом на том основании, что в книге Бытия ей не воздаётся похвала. У Филона, как у Платона, может быть речь о мирообразовании, но не о сотворении в собственном смысле слова, ибо материя не ведёт своего происхождения от Бога, но стоит около Него как отдельный, второй принцип. Бог — демиург и космопласт. Филон часто сравнивает Бога с архитектором, создавшим эмпирический мир («κόσμος αἰσθητός») по непосредственной интуиции («κόσμος νοητός» — умопостигаемый мир). Закономерность в мире является проявлением координированных действий божественных сил.

### Антропология (о человеке)

#### Суть человека
Филон исходит из предпосылки, что пространство наполнено душами. В верхних слоях пространства живут души ангелов или демонов, ниже, ближе к земле, живущие души вступают в смертные тела. Душа человека есть, таким образом, одна из божественных сил, которые в своём первоначальном виде бывают ангелами или демонами.
Тело, как животная часть человека, является источником всех зол, темницей, в которой томится дух; трупом, который тянет за собой душу; гробом, откуда душа пробуждается для истинной жизни. Благодаря телу у человека является потребность в пище. Тело, однако, приносит и некоторые выгоды духу; с помощью пяти чувств душа приходит к познанию мира.
Духовная природа человека имеет двойное направление:
- одно к чувственному и земному, что Филон называет чувственностью (αἴσθησις),
- а другое к небесному, которое он называет разумом (νοῦς).

Чувственность находится в теле, в чувствах, как доказывается у Филона различными аллегорическими образами. Телесный характер чувственности ограничивает её значение, но как и само тело, она необходима, как путь для всех эмпирических восприятий, и она нуждается в руководстве разума.
Разум есть та часть духа, которая обращена к небесным вещам. Разум является высшим, действительно божественным даром, данным человеку извне; он представляет мужскую природу души. Разум первоначально находится в покое, и когда он начинает двигаться, он производит различные феномены ума (ἐνθυμήματα; памятные вещи). Важнейшие силы разума суть суждение, память и язык.

#### Моральное существо
В довременном состоянии душа была без тела и свободна от земной материи; без пола, в состоянии родового («γενικός», общий) человека, морально совершенна, без недостатков и, однако, со стремлением к высшей чистоте.
Вступив в условия времени, человеческая душа теряет свою чистоту, будучи теснима телом. Разум становится земным, но сохраняет стремление к высшему. Вовлекая дух в оковы чувственности, тело является источником опасности. Филон не уверен, представляет ли чувственность сама по себе зло, или только она ведёт к искушениям и должна рассматриваться, как средство («μέσον», среда). Чувственность — источник страстей и желаний. Страсти овладевают чувственностью с тем, чтобы погубить душу.
Желание — это или похотливое наслаждение чувственными вещами, живущее в брюшной полости (κοιλία), или же — стремление к похоти, живущее в груди. Оно соединяет разум и чувственность; с психологической точки зрения эта связь необходима, но с этической она является злом.
По Филону, в своём этическом развитии человек проходит через многие ступени. Вначале различные элементы человеческого существа находятся в скрытом состоянии, и сам человек представляется морально безразличным, «голым», или «средним», — по терминологии Филона. В этом состоянии морального безразличия Бог старается подготовить земные души к добродетели, давая им в земной мудрости и добродетели прообраз божественной мудрости. Но мужской принцип (разум) недолго остаётся в нейтральном состоянии: лишь только он встречает женский принцип (чувственность), он преисполняется желанием, и страсти увлекают его в объятия чувственности. Тогда просыпается сознание долга у мужского принципа, и сообразно с его поведением перед ним открываются два пути.

#### О загробном воздаянии
По Филону, душа беззаконника уничтожается вместе с его смертью, душа же благочестивого бессмертна и приобщается к вечному блаженству. Такие души подобны ангелам. Филон вводит даже представление ο переселении душ, согласно которому души людей, при жизни не сумевших освободиться от материальных благ, переселяются после смерти в другие тела. Смотря по своему достоинству, души умерших достигают различных ступеней в своей близости к Богу.

### Этика Филона

#### Чувственная жизнь
Прежде всего душа встречается с побуждениями чувственных удовольствий; она прислушивается к ним и всё более и более ими увлекается; она становится рабом тела, и поведение её становится всё более низменным (βίος ἀβίωτος). Ей руководят бессмысленные импульсы. Но и её состояние становится беспокойным и мучительным. Чувственность, согласно Быт. 3:16, испытывает большие страдания. Беспрерывная жажда не может найти удовлетворения. Все высшие стремления к Богу и добродетели подавлены. В конце концов получается моральная смерть, в душе не остаётся ни одной здоровой частицы, которая могла бы её излечить. Худшим последствием такого состояния является потеря самосознания и способности суждения; в таком состоянии человек считает свой собственный разум основным судьёй и высшим благом признаёт богатство; в своём самообольщении он выступает против Бога, полагает, что может взобраться на небо и покорить всю землю.
Чувственный человек применяет свои умственные силы к софистике, искажая слова и разрушая истину.

#### Обращение к разуму
Авраам, «иммигрант», есть символ человека, отказавшегося от чувственности и обратившегося к разуму. По мнению Филона, к божественному ведут три пути:
1. учение,
2. практика (ἄσκησις),
3. природная доброта (ὁσιότης).

Идущий путём учения (1) предварительно испытывает особое влечение и надежду, как это особенно ясно выступает на примере Еноха. Поклонником учения был Авраам.
Ученик должен пройти три стадии учения:
- первая стадия — предметы «физиологические», то есть физика и естествоведение. Авраам прошёл эту стадию, когда прибыл в Харан; в это время он был «физиологом» природы, «метеорологом». Сознавая недостаточность своих познаний, он отправился в Харан и обратился к изучению духа, посвятив себя прежде всего изучению подготовительных наук, путём общего воспитания.
- Ученик должен пройти грамматику, геометрию, астрономию, риторику, музыку и логику. Совершенное усвоение этих предметов для него невозможно; с большим трудом он может достигнуть их частичного знания. Он дошёл до входа в храм истинного знания («ἐπιστήμη», наука), потому что «бессмысленные воззрения души» ещё его не покинули. Он видит только отражение истинного знания. Знание «средних искусств» (μέσαι τέχναι) часто ведёт к ошибкам. «Почитатель знания» будет стремиться к большему.
- Высшая ступень учения — философия, начинающаяся разграничением между смертным и бессмертным, конечным и бесконечным. Стремления к чувственному совершенно покидают человека, и он приходит к пониманию недостаточности одного только знания. Он узнаёт, что мудрость («σοφία», софия) нечто высшее, чем софистика («σοφιστεία», красноречие) и что единственный достойный предмет размышления для мудреца есть этика. Он достигает обладания (κτῆσις) и пользования (χρῆσις); на высшей ступени он приходит к познанию небесных вещей, даже к познанию Вечного Бога.

Второй путь к совершенству — путь практики (2).
На этом пути человек стремится моральным поведением достигнуть высшего добра. Предварительным моментом является здесь перемена в понимании («μετάνοια», покаяние), уход от чувственной жизни. Этот уход символически изображён в Быт. 5:24, где говорится об Енохе, которого не стало: лучше уйти от зла, чем начать борьбу с ним.
И на аскетическом пути могут встретиться искушения, с которыми придётся бороться. Тело (Египет), чувственность (Лабан и др.) и похоть (змея) искушают аскета; софисты (Каин и др.) стараются сбить его с пути. Измученный непрерывным трудом, аскет падает в изнеможении, но Бог приходит к нему на помощь, как было на примере Элиезера, и снова внушает ему любовь к труду. Так борец идёт к победе. Он убивает похоть, как Пинеас убил язычницу Казби (дочь Цура; англ. Cozbi); и на этом пути Яков («который подставляет ногу»), борющийся аскет, превращается в Израиля, познающего Бога.
Врождённая нравственность (3) имеет преимущество перед учением (1) и практикой (2).
Добродетель здесь является не наградой за тяжёлый труд, а из себя созревшим плодом. На низшей ступени этого пути стоит Ной. Он прославляем, хотя не указан ни один его добрый поступок. Библия хвалит его в сравнении с его современниками, — отсюда можно заключить, что он не был совершенным человеком. В Библии есть много примеров совершенства. Чистейшим представителем этого типа является Исаак, который совершенен с самого начала. Совершенство есть часть его натуры («φύσις»; природа), он никогда его не теряет. В таких личностях душа находится в состоянии покоя, блаженства и радости.
Учение Филона о добродетели по существу имеет стоический характер, но он сам не уверен, что составляет истинную добродетель — полное ли бесстрастие (ἀπάθεια) или умеренность (μετριοπαθεῖν). Добродетель он отождествляет с божественной Премудростью, а последнюю — иногда с Логосом. «Эдем» у него символизирует все эти понятия. Основой добродетели является «благость», от неё исходят четыре кардинальных добродетели — благоразумие, мужество, самообладание и справедливость, как четыре реки, вытекающие из реки рая.
Основное различие между Филоном и стоиками заключается в том, что источник его этики находится в религии. Последняя помогает человеку отыскать добродетель, которую он не может найти собственными силами. Бог кладёт в душу человека семена добродетели и помогает их росту. Только тот, кто почитает Бога и внимает Его велениям, может достигнуть совершенства.
Истинная нравственность — это подражание Богу. Достигнутая самопознанием чистота жизни не есть ещё высшая цель. Подобно тому, как происхождение человека трансцендентально, так и цель его развития должна быть трансцендентальной. Так как отпадением от Бога в земную чувственную жизнь он запутывается в сетях греха, то от земной жизни он должен стремиться уйти ввысь, к непосредственному созерцанию Бога. Эта цель достижима в земной жизни. Истинно мудрый и благодетельный перестаёт чувствовать своё личное «я» и в экстазе созерцает и познаёт Бога; он исчезает в Божественном свете, и дух Бога живёт в нём; он достигает высшей ступени земного блаженства. Выше лежит полное освобождение от земной плоти, возвращение души к её первоначальному бесплотному состоянию, которое бывает уделом только тех, кто освободился от всякой зависимости от чувственного тела.

#### О клятве
Филон Александрийский, толкуя третью заповедь Декалога, «не произноси имени Господа Бога твоего всуе», замечает:
В этом отношении люди грешат различным образом. Лучше всего и больше всего соответствует жизни разумного существа — вовсе не клясться. Если бы все старались говорить одну лишь правду, то всякое слово считалось бы клятвой. Вторая степень — подтвердить клятвой правду; но кто клянётся — этим самим показывает, что без клятвы он не заслуживает доверия. Поэтому надо, по возможности, избегать клятвы и только в крайней нужде прибегать к ней, тщательно взвешивая все мелочи утверждаемого факта, ибо клятва — акт в высшей степени важный, хотя в жизни ею очень часто злоупотребляют. Но нет ничего преступнее, как призывать Бога в свидетели чего-нибудь ложного. Если ложно поклявшийся не будет обличён другими, его собственная совесть будет одновременно его обвинителем и судьёй. («De Dekalogo»).

### Символика
Влияние пифагоровой философии видно в частом пользовании Филоном числовой символики. Пользуясь методом пифагорейцев и стоиков, Филон считает:
- единицу — числом Бога и основой всех чисел[62];
- два — число разделения[3], означает схизму, всё созданное, смерть[63];
- три — число тела[64] или Божественного Существа, в связи с его основными силами[65];
- четыре — то, что десять в действительности, а именно, совершенное число[66]; среди плохого число четыре означает страсти[67];
- пять — число чувств и чувствительности[68];
- шесть — произведение мужского и женского числа, 3×2, и в своих частях 3 + 3 является символом движения органических существ[69];
- семь имеет многообразные и чудесные свойства[70];
- восемь — число куба, имеет большей частью те же свойства, что у пифагорейцев[71];
- девять — число борьбы, согласно Быт. 14[72];
- десять — число совершенства[73].

Также Филон указывает значение чисел 50, 70 и 100, 12 и 120.
Филон широко применяет символизм объектов. Следуя Библии и Мидрашу, Филон выработал обширную символику собственных имён. Библейские животные и птицы, пресмыкающиеся и рыбы, растения, камни, небесные тела — всё имеет у него символическое значение и превращается в аллегорию какой-нибудь истины. При помощи подобных герменевтических приёмов Филон истолковал всё Пятикнижие, как его исторические, так и законодательные части. Примеры его способа толкования книги Бытия:
«Бог насадил сад в Эдеме» (Быт. 2:5-14) — означает, что Бог насадил земную добродетель в человечестве. Древо жизни — та особая добродетель, которую некоторые народы называют добротой. Река, которая «вытекала из Эдема» — это главная добродетель, именуемая также добротой. Четыре её рукава — четыре второстепенные добродетели:
1. Имя первой реки — Фисон  — символизирует мудрость (от греч. φείδομαι; воздерживаюсь). Об этой славной добродетели говорится, что «она окружает всю землю Хавила, где золото». «Это надо понимать не в смысле места, а в обратном смысле: там, где воздержанность, там и блестящая, как золото, мудрость».
2. Имя второй реки — Гихон — означает «грудь» (ивр. גחן‎) и символизирует храбрость; она окружает Эфиопию, символизирующую «унижение».
3. Третья река — Тигр — означает умеренность, потому что для укрощения страстей надо иметь силу тигра.
4. Четвёртая река — Евфрат — означает «плодородие» (по-еврейски parath) и символизирует четвёртую добродетель — «справедливость».

С такой же логикой фигуры патриархов путём аллегории превратились у Филона в чистые абстракции.

## Тексты и переводы

### Алфавитный список трактатов (по латинским названиям)
- Alexander sive de eo quod rationem habeant bruta animalia («Александр, или О том, что неразумные звери обладают разумом»)
- Apologia pro judaeis («Апология иудеев»; также о секте ессеев)
- De Abrahamo («Об Аврааме»)
- De Aeternitate Mundi («О вечности мира»)
- De Agricultura («О земледелии»)
- De Confusione Linguarum («О смешении языков»; Быт. 11:9)
- De Congressu Eruditiones Gratia («О соитии для предварительного обучения»; Быт. 16:6)
- De Decalogo («О декалоге»)
- De Ebrietate («О пьянстве»; Быт. 9:21-27)
- De Escrecationibus
- De Execratione[75]
- De Fuga et Inventione («О бегстве и нахождении»; Быт. 16:6-14)
- De Gigantibus («О гигантах»; Быт. 6)
- De Josepho («Об Иосифе»)
- De Migratione Abrahami («О переселении Авраама»)
- De Mutatione Nominum («Об изменении имён» — имени Аврама на Авраам; Быт. 17:1-22)
- De Opificio Mundi («О творении мира»; Быт. 1)
- De Plantatione Noë («О Ное как садовнике»; Быт. 9:20)
- De Posteritate Caini («О последующем и изгнании Каина»; Быт. 4:16-22)
- De Praemiis et Poenis («О наградах и наказаниях»)
- De Providentia («О провидении»)
- De Sacrificius Abelis et Cainis («Жертвы Авеля и Каина»; Быт. 4:2-4)
- De Sobrietate («О трезвости»)
- De Somniis («О снах»)
- De Specialibus Legibus («Об особенных законах»)
- De Virtutibus («О добродетелях»; «О свободе добродетели»[76]; англ. «On the Virtuous Being Free»)
- De Vita Contemplativa («О созерцательной жизни»; о секте терапевтов)
- De Vita Mosis («О жизни Моисея»)
- In Flaccum («Против Флакка»; рус. текст)
- Legum Allegoriae («Аллегории священных законов»)
- Legatio ad Gaium («Посольство к Гаю»; часть «О добродетели»/De Virtutibus)
- Quaestiones in Genesim («Вопросы и ответы на книгу Бытия»)
- Quaestiones in Exodum («Вопросы и ответы на книгу Исхода»)
- Quod Deterius Potiori Insidari Soleat («Худшее нападает на лучшее»; Быт. 4:8-15)
- Quod Deus Sit Immutabilis («О неизменности Бога»; Быт. 6:4-12)
- Quod Omnis Probus Líber Sit («Каждый праведник свободен»; упоминания секты ессеев)
- Quis Rerum Divinarum Heres Sit («Кто наследник божественного?»; Быт. 14:1-18)

### Издания
- Оригинальные тексты Филона
- Издание в английском переводе Йонга в 4 т.: Том I; Том II; Том III; Том IV
- Philo of Alexandria. On the creation of the cosmos according to Moses. / introduction, translation and commentary by David T. Runia. Leiden [etc.]: Brill, 2001 — xviii, 443 стр. ил.; 25 см. — (Philo of Alexandria commentary series vol. 1). ISBN 9004121692

Сочинения изданы в серии «Loeb classical library» в 10 томах (греческие тексты и английские переводы) и двух дополнительных томах (переводы с армянского).
- Том I. № 226. О творении. Аллегорическое толкование «Бытия» 2 и 3.
- Том II. № 227. О херувимах. Жертвы Авеля и Каина. Худшее нападает на лучшее. О последующем и изгнании Каина. О гигантах.
- Том III. № 247. О неизменности Бога. О земледелии. О Ное как садовнике. О пьянстве. О трезвости.
- Том IV. № 261. О смешении языков. О переселении Авраама. Кто наследник божественного? О соитии для предварительного обучения.
- Том V. № 275. О бегстве и нахождении. Об изменении имён. О снах.
- Том VI. № 289. Об Аврааме. Об Иосифе. О Моисее.
- Том VII. № 320. О декалоге. Об особенных законах, книги 1-3.
- Том VIII. № 341. Об особенных законах, книга 4. О добродетелях. О наградах и наказаниях.
- Том IX. № 363. Каждый хороший человек свободен. О созерцательной жизни. О вечности мира. Против Флакка. Апология иудеев. О провидении.
- Том X. № 379. О посольстве к Гаю. Указатели.
- Том дополнительный I. № 380. Вопросы и ответы на книгу Бытия.
- Том дополнительный II. № 401. Вопросы и ответы на книгу Исхода.

Русские переводы:
- Филон Иудеянин о субботе и прочих ветхозаветных праздниках. / Пер. с еллиногреч. и евр. яз. иеромон. Гедеоном [Г. И. Замыцким]. М., 1783. 54 стр.
- О неразрушимости и вечности мира. // Браш М. Классики философии. СПб., 1907.
- Филон Иудей. О жизни созерцательной. // Смирнов Н. П. Терапевты и сочинение Филона Иудея «О жизни созерцательной». Киев, 1909. Приложение, с. 1-31.
- Филон Иудей. О жизни созерцательной. / Сокр. пер. М. Елизаровой. // Тексты Кумрана. Вып. 1. М., 1971. С. 376—391.
- Филон Александрийский. Против Флакка. О посольстве к Гаю. / Пер. О. Л. Левинской. Иосиф Флавий. О древности еврейского народа (Против Апиона). / Пер. А. В. Вдовиченко. (Серия «Библиотека Флавиана». Выпуск 3). М.-Иерусалим, Гешарим — Еврейский университет в Москве. 1994. 400 стр. С. 13-112.
- О том, что худшее склонно нападать на лучшее. / Пер. И. А. Макарова. // ВДИ. 1999. № 2-3.
- Толкования Ветхого Завета. / Вступ. ст. Е. Д. Матусовой, пер. и комм. А. В. Вдовиченко, М. Г. и В. Е. Витковских, О. Л. Левинской, И. А. Макарова, А. В. Рубана. М.: Греко-латинский кабинет Ю. А. Шичалина, 2000. 452 стр. (трактаты: О сотворении мира. О херувимах… О рождении Авеля. О том, что худшее склонно нападать на лучшее. О потомках надменного Каина. О смешении языков. О соитии ради обучения);
- О том, что Бог не знает перемен. / Пер. и комм. Е. Д. Матусовой. // Историко-философский ежегодник’2002. М., 2003. С. 135—175.
- О пьянстве. / Пер., ст. и прим. Д. Е. Афиногенова. // Вестник древней истории. 2003. № 1-2.

## Историческая оценка
Отношение Филона к палестинскому иудаизму и толкованию Закона двоякое: в его методе интерпретации видно влияние палестинского мидраша, и при этом он сам оказал влияние на мидраш — многие идеи Филона были усвоены палестинскими учёными.
Эллинистический иудаизм (англ. Hellenistic Judaism) достиг у Филона своей кульминационной точки, позднее был вытеснен фарисейским течением, — не только в Палестине, но и в диаспоре; национально-духовное развитие, завершившееся Талмудом, представляло более верную гарантию для дальнейшего существования иудаизма, чем это мог обещать иудейский эллинизм, который, при всей своей лояльности по отношению к законам праотцов, не приобрёл самостоятельной позиции. «Софисты буквоедства», как Филон называл еврейских учёных, слушали его надменно, когда он объяснял им чудеса своей экзегетики. Всё же учение Филона продолжало оказывать влияние на еврейских законоучителей, с одной стороны, и языческих неоплатоников — с другой. Но больше всего учение Филона повлияло на развитие христианской догмы.
Уже в Евангелии видны явные следы филоновой Премудрости, и почти все греческие отцы церкви первых веков, апологеты и александрийцы, гностики и их противники, а также греческие богословы позднейших веков, в большей или меньшей степени, прямо или косвенно, сознательно или бессознательно, пользовались его системой для обоснования христианства.

## Исследования
- Карл Зигфрид, Philo von Alexandria als Ausleger des Alten Testaments. — Jena: Verlag von Hermann Dufft, 1875. — 434 стр.
- Муретов М. Д. Философия Филона Александрийского в отношении к учению Иоанна Богослова о Логосе. М., 1885. 179 стр.
- Муретов М. Д. Учение о Логосе Филона Александрийского и Иоанна в связи с предшествовавшим развитием идеи Логоса в греческой философии и иудейской теософии. М., 1885.
- Докторская диссертация кн. С. Трубецкого, «Учение о Логосе» (1900, 77 сл.)
- Смирнов Н. П. Терапевты и сочинение Филона Иудея «О жизни созерцательной». Филон Александрийский. О жизни созерцательной. / Пер. с лат. Киев, 1909. 120 стр.
- Иваницкий В. Ф. Филон Александрийский. Жизнь и обзор литературной деятельности. Киев, 1911. VIII, 606 стр.
- Лосев А. Ф. История античной эстетики: Поздний эллинизм. М.: Искусство. 1980. С. 82-128.
- Саврей В. Я. Александрийская школа в истории философско-богословской мысли. М.: КомКнига. 2006. 1008 стр. С. 194—302.
- Шенк К. Филон Александрийский: введение в жизнь и творчество. / Пер. с англ. (Серия «Современная библеистика»). М.: 2007. 275 стр.
- Гагинский А. М. Имя Бога и бытие: Филон Александрийский и Иустин Философ // Евразия: духовные традиции народов. 2012. № 2 (2). С. 26-33.